# 紺野登
紺野登（こんの のぼる、1954年- ）は、日本の経営学者、多摩大学大学院教授。

## 略歴
東京生まれ。1978年早稲田大学理工学部建築学科卒業、2006年「創造過程の知識資産評価の方法論研究」で多摩大学博士（経営情報学）。1978ー91年博報堂勤務、外資系企業マーケティング、消費財マーケティング、都市開発プロジェクト、新規事業開発、デザイン事業研究等に従事。1991年2月から(株)コラム（現KIRO(株)知識イノベーション研究所）代表。1993ー2001年北陸先端科学技術大学院大学客員助教授、2003ー2004年多摩大学大学院客員教授（知識経営論）、2005年多摩大学経営情報学科教授（知識経営論)。

## 著書
- 『デザイン・マネジメント 経営のためのデザイン デザイン資源による創造的企業創造への序章』日本工業新聞社(大手町ブックス)1992
- 『知識資産の経営 企業を変える第5の資源』日本経済新聞社 1998
- 『ナレッジマネジメント入門』日本経済新聞社(日経文庫. ビジュアル)2002
- 『創造経営の戦略 知識イノベーションとデザイン』2004 ちくま新書
- 『ダイナミック知識資産 不完全性からの創造』白桃書房 2007
- 『知識デザイン企業』日本経済新聞出版社 2008
- 『儲かるオフィス 社員が幸せに働ける「場」の創り方』日経BP社 2008
- 『ビジネスのためのデザイン思考』東洋経済新報社 2010
- 『幸せな小国オランダの智慧 災害にも負けないイノベーション社会』2012 PHP新書
- “Kōsō-ryoku: Conceptualizing Capability” 2024 Springer

### 共編著
- 『マーケティング企画のつくり方 プランニング・エンジンによる情報創造の方法』MESAマーケティング研究所共編著 産能大学出版部 1991
- 『知力経営 ダイナミックな競争力を創る』野中郁次郎共著 日本経済新聞社 1995
- 『知識経営のすすめ ナレッジマネジメントとその時代』野中郁次郎共著 1999 (ちくま新書)
- 『知識創造の方法論 ナレッジワーカーの作法』野中郁次郎共著 東洋経済新報社 2003
- 『美徳の経営』野中郁次郎共著 NTT出版 2007
- 『ソーシャルイノベーションデザイン 日立デザインの挑戦』編 日本経済新聞出版社 2007
- 『知識創造経営のプリンシプル 賢慮資本主義の実践論』野中郁次郎共著 東洋経済新報社 2012
- 『利益や売上げばかり考える人は、なぜ失敗してしまうのか ドラッカー、松下幸之助、稲盛和夫からサンデル、ユヌスまでが説く成功法則』目的工学研究所共著 ダイヤモンド社 2013
- 『構想力の方法論 ビッグピクチャーを描け』野中郁次郎共著 日経BP社 2018
- 『イノベーターになる 人と組織を「革新者」にする方法』西口尚宏共著 日本経済新聞出版社 2018
- 『WISEPLACE INNOVATION 目的工学によるイノベーション実践手法 未来を共創する「賢い場」のデザイン』FCAJ, 目的工学研究所共著 翔泳社 2018

### 翻訳
- クリストファー・ロレンツ『デザインマインドカンパニー 競争優位を創造する戦略的武器』ダイヤモンド社 1990
- S.L.ゴールドマン,ケネス プライス, ロジャー・N. ネーゲル『アジルコンペティション 「速い経営」が企業を変える』日本経済新聞社 1996

## 論文
- <紺野登